# Ernst Friedemann von Selmnitz
Ernst Friedemann von Selmnitz (* 28. April 1620 in Steinburg; † 13. April 1678 in Straußfurt) war ein kurfürstlich-sächsischer Geheimer Rat, Kammerherr und Oberaufseher der Grafschaft Mansfeld sowie Rittergutsbesitzer auf Steinburg, Straußfurt, Vehra und Kranichborn.

## Leben
Er stammte aus dem thüringischen Adelsgeschlecht von Selmnitz und war der Sohn des Rittmeisters Friedemann von Selmnitz und dessen Ehefrau Sophia Maria geborene von Miltitz aus dem Hause Steinburg. Der Name Friedemann war einer der Leitnamen des Geschlechts. 
Noch vor seinem vierten Geburtstag starb der Vater, so dass er hauptsächlich von Präzeptoren unterrichtet wurde. Gemeinsam mit seinem Bruder Philipp Ernst von Selmnitz ging er an die Universität Leipzig, um bereits im Alter von zehn Jahren Philosophie zu studieren. Seine Mutter und der Miltitz-Großvater riefen die beiden Brüder jedoch wieder zurück und ließen sie durch Privatlehrer ausbilden. Von 1634 bis 1636 weilte er zu einer Studienreise an der Universität Straßburg. Anschließend hielt er sich einige Zeit in Genf auf und setzte seine Bildungsreise über mehrere Zwischenstationen bis Paris fort. Der Tod der Mutter forderte die Rückkehr nach Thüringen im Herbst 1638. Im darauffolgenden Jahr verlor er Bruder und Schwester, so dass er sich nunmehr allein um den gesamten ererbten elterlichen Besitz kümmern musste. Verstärkung erhielt er bei der Haushaltung im Jahre 1645 durch Heirat der Tochter des Geheimen Rats Georg von Werthern auf Schloss Beichlingen. Aus der Ehe gingen fünf Söhne und sechs Töchter hervor.
1651 übertrug ihm Kurfürst Johann Georg I. von Sachsen die Hauptmannschaft des Amtes Sangerhausen. Nachdem das Amt Sangerhausen an das Fürstentum Sachsen-Weißenfels gefallen war, wurde er 1657 Oberaufseher der Grafschaft Mansfeld und 1658 kursächsischer Kammerherr. 1677 wurde ihm der Titel Geheimer Rat verliehen. Im darauffolgenden Jahr starb er als Lehn-, Gerichts- und Erbherr auf Straußfurt, Vehra, Steinburg und Kranichborn.
Am 8. Mai 1678 wurde seine Leiche im Erbbegräbnis nach adligem Gebrauch beigesetzt und am 12. September 1678 eine Trauerfeier für ihn in der Kirche zu Straußfurt zelebriert. Die dort vom Straußfurter Pfarrer Zacharias Zinckeisen gehaltene Leichenpredigt wurde beim kurmainzischen Buchdrucker Johann Bernhard Michael in Erfurt publiziert.

## Familie

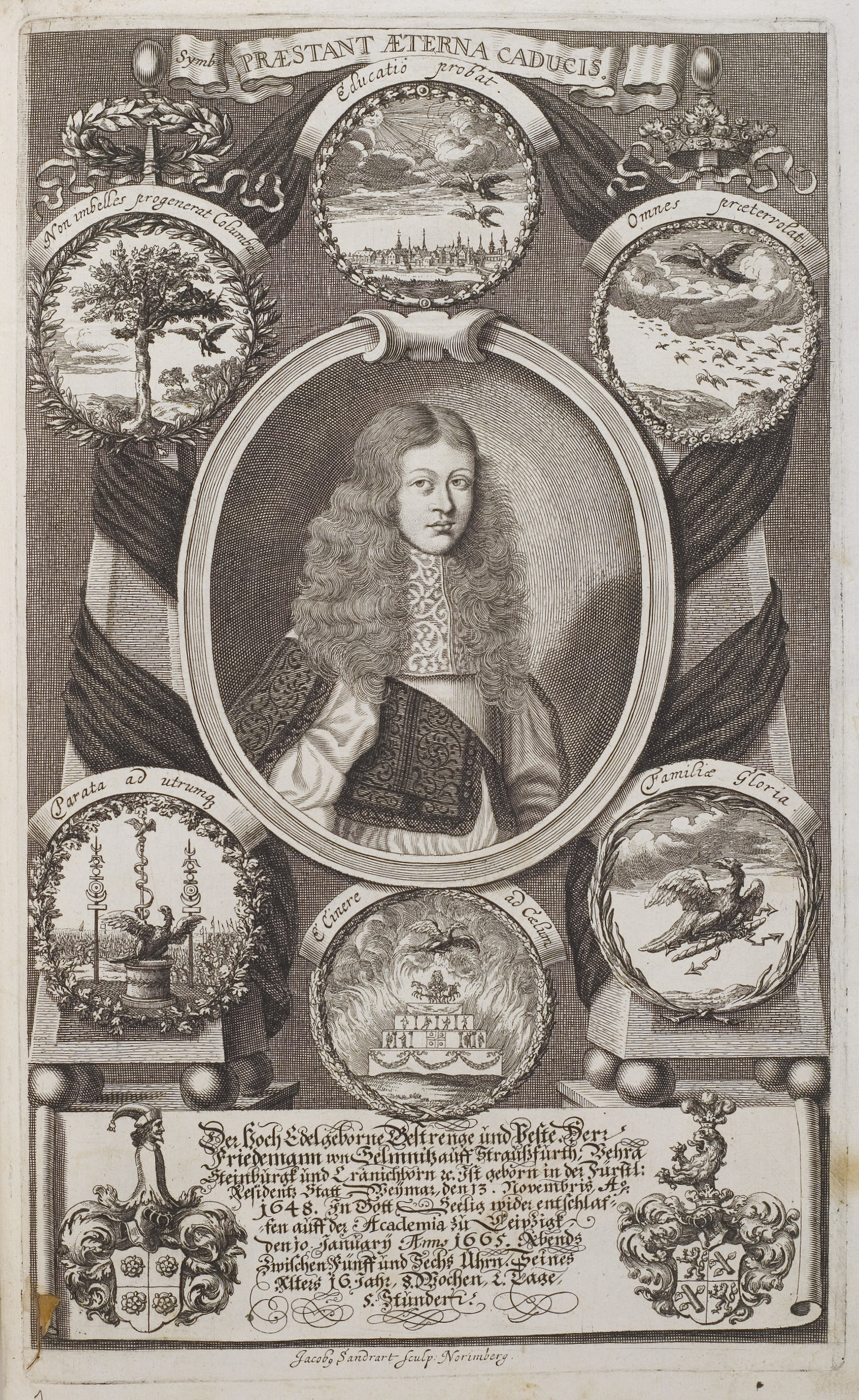
Der Sohn Friedemann von Selmnitz (1648–1665)

Verheiratet war er mit Anna Elisabeth geb. von Werthern († 1704). Die Söhne Friedemann (1648–1665) und Ernst Dieterich (1651–1672) starben früh. Aus der Ehe überlebten ihn der Sohn Carol Friedrich von Selmnitz, ferner die mit Adrian Adam von Stammer verheiratete Sophia Maria und die drei damals noch unverheirateten Jungfrauen Eleonora Elisabeth (später verheiratet mit Heinrich von Bünau), Catharina Sophia (später verheiratet mit Gerlach Heino von Münchhausen (1652–1710), Kammerherr des Großen Kurfürsten) und Johanna Ernestina. Carol Friedrich veräußerte 1686 Steinburg und Straußfurt an seinen Schwager Gerlach Heino von Münchhausen, von dem dessen Söhne Gerlach Adolph von Münchhausen und Philipp Adolph von Münchhausen die beiden Güter erbten. 